# وزارة التنمية الاجتماعية والأمن البشري (تايلاند)
وزارة التنمية الاجتماعية والأمن البشري (بالتايلندية: กระทรวงการพัฒนาสังคมและความมั่นคงของมนุษย์)‏، هي وزارة حكومية تايلندية مسؤولة عن ضمان رفاهية الشعب التايلاندي.